# サン・ヴィタリアーノ
サン・ヴィタリアーノ（イタリア語: San Vitaliano）は、イタリア共和国カンパニア州ナポリ県にある、人口約6,500人の基礎自治体（コムーネ）。

## 地理

### 位置・広がり
ナポリ県北東部のコムーネ。県都ナポリから東北東へ20kmの距離にある。

#### 隣接コムーネ
隣接するコムーネは以下の通り。
- マリリアーノ
- ノーラ
- サヴィアーノ
- シシャーノ